# Zeche Gute Hoffnung IV
Die Zeche Gute Hoffnung IV ist ein ehemaliges Steinkohlenbergwerk in Witten-Auf dem Schnee. Die Zeche war eine Kleinzeche und ist aus der Zeche Ergste-Schnee entstanden, die Zeche befand sich am Hackertsbergweg 44 und war nur wenige Jahre in Betrieb.

## Bergwerksgeschichte
Die Zeche wurde am 1. Februar des Jahres 1948 unter dem Namen Zeche Ergste-Schnee in Betrieb genommen. Besitzer des Stollens war die Gemeinde Ergste. Am 1. Juni des Jahres 1950 wurde die Zeche stillgelegt und im darauffolgenden Jahr wieder in Betrieb genommen. Im Jahr 1951 wurden von zehn Bergleuten 1868 Tonnen Steinkohle abgebaut. Am 31. Oktober des Jahres 1952 wurde das Bergwerk erneut stillgelegt. Am 2. Januar kam es zu einem Besitzerwechsel, neuer Besitzer wurde Erwin Schmidt. Gleichzeitig wurde das Bergwerk wieder in Betrieb genommen. In diesem Jahr wurden von 16 Bergleuten 1650 Tonnen Steinkohle abgebaut. Am 1. Januar des Jahres 1956 wurde die Zeche umbenannt in Zeche Gute Hoffnung IV. Im Jahr 1957 wurde im Flöz Neuflöz in einer Teufe von 150 Metern ein Förderaufhauen erstellt. Davon abgesetzt wurde begonnen, ein weiteres Förderaufhauen aufzufahren. Dieses zweite Förderaufhauen hatte ein Einfallen von 22,5 Gon. In diesem Jahr wurden von 38 Bergleuten 3623 Tonnen Steinkohle abgebaut. Im Jahr 1960 wurden von 34 Bergleuten 3943 Tonnen Steinkohle abgebaut. Im Jahr 1964 wurde von 28 Bergleuten die maximale Förderung des Bergwerks erbracht, sie lag bei 4255 Tonnen Steinkohle. Am 31. Juli des Jahres 1965 wurde die Zeche Gute Hoffnung IV stillgelegt.